# Pseudotanais forcipatus
Pseudotanais forcipatus är en kräftdjursart som först beskrevs av Wilhelm Lilljeborg 1864.  Pseudotanais forcipatus ingår i släktet Pseudotanais och familjen Pseudotanaidae. Arten är reproducerande i Sverige. Inga underarter finns listade i Catalogue of Life.